# 石黒京香
石黒 京香（いしぐろ きょうか、1981年10月2日 - ）は、日本のAV女優。ハーレムエンターテイメント所属。
身長:158cm。スリーサイズ:B83(C-72)・W58・H83cm。

## 略歴・人物
東京都出身。2007年にデビューした熟女系のAV女優である。
2009年12月、新宿ニューアートで「黒木かえで」の名前でストリップデビュー。

## 出演作品

### アダルトビデオ
2007年
- 素人マダムズ ［LEVEL A］ 其の三十五（12月8日、アリスJAPAN）オムニバス作品
- 人妻温泉モデル 初脱ぎ秘湯旅（12月20日、ネクストイレブン）

2008年
- 先生は、俺たちの奴隷（1月13日、溜池ゴロー）
- 美人女将の中出し温泉宿（1月25日、ネクストイレブン）
- 浮気妻（2月7日、桃太郎映像出版）
- おねえさんの素顔（2月13日、溜池ゴロー）
- パンスト妄想脚（2月13日、AVS）
- Imagination Love（2月25日、グラフィティジャパン）
- 女犯（3月7日、桃太郎映像出版）
- 女同士のマニアックハメ撮り ガールズハント同性愛（3月19日、クロス）監督:桜田さくら
- ガングロ女教師 ヤリマン乱交ハイスクール!（5月19日、クロス）
- 昼下がりの淫ら妻 27（5月30日、クリスタル映像）…オムニバス作品
- 友人の姉（6月1日、溜池ゴロー）
- 素人・熟女ゴロシ 4 セレブ美淑女は電マと首絞めFuckで死ね! （6月5日、ディープス）…オムニバス作品
- 借金姉妹 肉欲返済（6月19日、ヒビノ）
- 淫語ノンストップマニアックオナニー（6月19日、クロス）…オムニバス作品
- 淫乱義母物語 熟女の花園（6月25日、グラフィティジャパン）
- 浣腸アナルセックス姉妹（9月1日、ワンズファクトリー）
- 姉貴を嫁にやる前に言っておきたいコトがある（10月2日、タカラ映像）
- 愛する夫の目の前で… 〜美人妻アナル凌辱〜（11月25日、マドンナ）